# Szent Hospicius
Nizzai Szent Hospicius (franciául: Hospice de Nice), (? – 581. május 21.) egyiptomi származású remete, aki a mai Dél-Franciaország területén élt.
Hospicius Egyiptom területén született, majd ott élt remete életet. Később a provance-i Villafranca-félszigetre (ma Franciaország) költözött át. Ott próbálta megvalósítani egyiptomi remete-tanítóinak aszketikus életvitelét: egy toronyrom omladozó falához láncoltatta magát; kevés füvet és gyökeret evett; illetve az éjjelt-nappalt imádkozásban és elmélkedésben töltötte. A helybelieket próbálta serkenteni az erényes életre tanításaival és tanácsaival. Úgy tartják, hogy megjövendölte a longobárdok betörését is.